# Orion (Q165)
| «Оріон»                                                            | «Оріон»                                                                                                 | «Оріон»                                                                                                 |
| ------------------------------------------------------------------ | --- | --- |
| Orion (Q165)                                                       | | |
|                                                                    | | |
|                                                                    | | |
| Верф                                                               | Ateliers et chantiers de la Loire, Нант                                                                 | Ateliers et chantiers de la Loire, Нант                                                                 |
| Під прапором                                                       | Франція · Режим Віші                                                                                    | Франція · Режим Віші                                                                                    |
| Належність                                                         | Військово-морські сили Франції                                                                          | Військово-морські сили Франції                                                                          |
| Порт приписки                                                      | Оран | Оран |
| Замовлення                                                         | 27 грудня 1927                                                                                          | 27 грудня 1927                                                                                          |
| Закладений                                                         | 9 липня 1929                                                                                            | 9 липня 1929                                                                                            |
| Спуск на воду                                                      | 21 квітня 1931                                                                                          | 21 квітня 1931                                                                                          |
| Введений до складу флоту                                           | 5 липня 1932                                                                                            | 5 липня 1932                                                                                            |
| Переданий                                                          | 3 липня 1940 року захоплений британцями як трофей                                                       | 3 липня 1940 року захоплений британцями як трофей                                                       |
| На службі                                                          | 1932—1944                                                                                               | 1932—1944                                                                                               |
| Сучасний статус                                                    | 26 березня 1946 року списаний на брухт                                                                  | 26 березня 1946 року списаний на брухт                                                                  |
| Бойовий досвід                                                     | Друга світова війна                                                                                     | Друга світова війна                                                                                     |
| Проєкт                                                             | | |
| Тип ПЧ                                                             | прибережний підводний човен                                                                             | прибережний підводний човен                                                                             |
| Основні характеристики                                             | | |
| Швидкість (надводна)                                               | 14 вузлів (26 км/год)                                                                                   | 14 вузлів (26 км/год)                                                                                   |
| Швидкість (підводна)                                               | 9 вузлів (17 км/год)                                                                                    | 9 вузлів (17 км/год)                                                                                    |
| Робоча глибина занурення                                           | 80 м | 80 м |
| Дальність плавання                                                 | 4000 миль (7400 км) на швидкості 10 вузлів (надводна) 82 милі (152 км) на швидкості 5 вузлів (підводна) | 4000 миль (7400 км) на швидкості 10 вузлів (надводна) 82 милі (152 км) на швидкості 5 вузлів (підводна) |
| Автономність плавання                                              | 30 діб                                                                                                  | 30 діб                                                                                                  |
| Екіпаж                                                             | 41 офіцер та матрос                                                                                     | 41 офіцер та матрос                                                                                     |
| Розміри                                                            | | |
| Довжина найбільша (по КВЛ)                                         | 64,4 м                                                                                                  | 64,4 м                                                                                                  |
| Ширина корпусу найб.                                               | 5,18 м                                                                                                  | 5,18 м                                                                                                  |
| Середня осадка (по КВЛ)                                            | 3,9 м                                                                                                   | 3,9 м                                                                                                   |
| Водотоннажність надводна                                           | 656 т                                                                                                   | 656 т                                                                                                   |
| Водотоннажність підводна                                           | 822 т                                                                                                   | 822 т                                                                                                   |
| Силова установка                                                   | | |
| Дизель-електрична: 2 × дизельних двигуни Sulzer 2 × електродвигуни | | |
| Гвинти                                                             | 2 | 2 |
| Потужність                                                         | 2 × 600 к.с. (дизелі) 2 × 500 к. с. (електродвигуни)                                                    | 2 × 600 к.с. (дизелі) 2 × 500 к. с. (електродвигуни)                                                    |
| Озброєння                                                          | | |
| Торпедно- мінне озброєння                                          | 6 × 550-мм торпедних апаратів 2 × 400-мм торпедні апарати 9 торпед                                      | 6 × 550-мм торпедних апаратів 2 × 400-мм торпедні апарати 9 торпед                                      |
| ППО                                                                | 1 × 13,2-мм зенітний кулемет M1929                                                                      | 1 × 13,2-мм зенітний кулемет M1929                                                                      |

«Оріон» (фр. Orion (Q165) — військовий корабель, дизель-електричний прибережний підводний човен 2-го класу 600-тонної серії, головний у своєму типі ВМС Франції за часів Другої світової війни. «Оріон» був закладений 9 липня 1929 року на верфі компанії Ateliers et chantiers de la Loire у Нанті. 21 квітня 1931 року він був спущений на воду, а 5 липня 1932 року увійшов до складу ВМС Франції.

## Історія служби
На момент початку Другої світової війни, 1 вересня 1939 року, коли Німеччина вторглася в Польщу, «Оріон» входив у 12-ї дивізію підводних човнів 2-ї ескадри підводних човнів 6-ї ескадри в Орані в Алжирі. Франція вступила у війну на боці союзників 3 вересня 1939 року. У жовтні 1939 року «Оріон» перемістився до Касабланки у Французькому Марокко, звідки здійснював патрулювання в Атлантичному океані біля Канарських островів. 4 березня 1940 року «Оріон» отримав тріщину в циліндрі одного з дизельних двигунів, що змусило його вирушити до Шербура для ремонту, який, як очікувалося, не буде завершено до 1 вересня 1940 року. У Шербурі його дизельні двигуни були демонтовані, а батареї вилучені.
10 травня 1940 року німецькі сухопутні війська вторглися до Франції, Нідерландів, Бельгії та Люксембургу, розпочавши Французьку або Західну кампанію. 10 червня 1940 року Італія оголосила війну Франції та приєдналася до сил вторгнення. Коли німецькі сухопутні війська підійшли до Шербура, «Оріон», який досі не мав двигуна, був узятий на буксир бельгійським буксиром, який відтягнув його до Англії спочатку до Саутгемптона 18 червня 1940 року, а 20 червня до Портсмута. Битва за Францію завершилася поразкою Франції та укладенням перемир'я з Німеччиною 22 червня 1940 року та з Італією 24 червня. Коли обидва перемир'я набули чинності 25 червня 1940 року, «Оріон» був у Портсмуті.
Після капітуляції Франції сили французького флоту перейшли під контроль Франції Віші. Щоб запобігти потраплянню французьких кораблів під контроль країн Осі, британці 3 липня 1940 року провели операцію «Катапульта» — спробу захопити або вивести з ладу кораблі ВМС Франції. Того дня на борту «Оріона» було лише два члени екіпажу, і англійці схопили його без опору. Не схвалюючи бажання деяких членів екіпажу приєднатися до Військово-морських сил Вільної Франції, командир «Оріона» наказав своєму заступникові показати їм приклад, повернувшись до Франції, щоб служити режиму Віші. Кілька днів потому другий командир ПЧ покінчив життя самогубством 25 липня 1940 року через стрес, який він пережив через протистояння між фракціями екіпажу, прихильниками Віші та Вільної Франції.
«Оріон» більше ніколи не був у морі. Щоб підтримати підводні човни Військово-морських сил Вільної Франції «Юнон» і «Мінерв» в робочому стані, його канібалізували на запасні частини. Тим часом члени екіпажу субмарини керували шлюпом Військово-морських сил Вільної Франції «Командан Доміні», який британці також захопили у французького флоту.
«Оріон» був виключений зі списку військово-морського флоту або у квітні 1943, або 26 березня 1946, згідно з різними джерелами, і розібраний на брухт.